# マクシム・グレク
マクシム・グレク（ロシア語: Максим Грек, ギリシア語: Μάξιμος ὁ Γραικός, 英語: Maximus the Greek, 1475年頃 - 1556年）は、正教会の聖人（克肖者）。修道士、作家、評論家、翻訳者。マクシム・グレークと転写される事もある。現代ギリシャ語からはマクシモス・オ・グレコスと転写出来る。ギリシャ語ではマクシモス・オ・アギオリティス（Μάξιμος ὁ Ἁγιορήτης）とも表記される。
グレクもしくはグレークとは、「ギリシャ人」を意味する。同様の「グレク」の称号を持つ著名な正教会の聖人としてフェオファン・グレクが居る。
その呼び名の通りマクシム・グレクはギリシャ人であり、アトス山の修道士であったが、ロシアから招聘され、聖書・祈祷書・聖人伝等の翻訳に従事し、至聖三者論（三位一体論）や生神女論の分野をはじめとして異端に対する論駁に活躍、至聖三者聖セルギイ大修道院で永眠した。

## 生涯
アルタ (ギリシャ)に1475年頃に生まれる。俗名はミハイル・トリヴォリス（Μιχαήλ Τριβώλης）。
若い頃には広く西欧を旅行し、パリ、フィレンツェ、ヴェネチアで学ぶ。帰国後はアトス山のヴァトペディ修道院（Μονή Βατοπεδίου）に入り修道士となる。
当時、ロシアで異端が数多く出現して思想的混乱が起きている事を憂慮したモスクワ大公ヴァシーリー3世は、コンスタンディヌーポリ総主教およびアトス山に対し、聖書・祈祷書をギリシャ語から教会スラヴ語に正確に翻訳する事が出来る、優れたギリシャ人修道士の派遣を要請した。当初は修道院の長老サヴァスの派遣が要請されたが、修道院側は代わりにマクシモス（マクシム）を何人かの修道士とともに派遣する事になった。
招聘に応えてロシアに赴いたマクシムであったが、当初モスクワ府主教ヴァルラアム（在任：1511 - 1522）はマクシムの翻訳を高く評価していたものの、後任のモスクワ府主教ダニイル（在任：1522 - 1539）とは何を翻訳するかを巡って見解の対立が起こり関係が悪化。大公ヴァシーリー3世がソロモニヤ・サブーロヴァと不妊を理由に離婚し再婚することをマクシムが批判すると、大公と府主教はマクシムを幽閉した。この際、獄中に天使が現れマクシムを励ますという奇蹟があったと教会の伝承は伝えている。1525年の教会会議はマクシムを異端として断罪した。
6年後に牢獄から解放されたマクシムはトヴェーリへ移送され、その後20年間、教会の監視下に置かれた生活を送る。ただし当地を管轄していた主教アカキイは善良な人物であり、マクシムを潔白な受難者であると捉えて、マクシムを丁重に扱った。なお、のちに主教アカキイは成聖者として列聖されている。

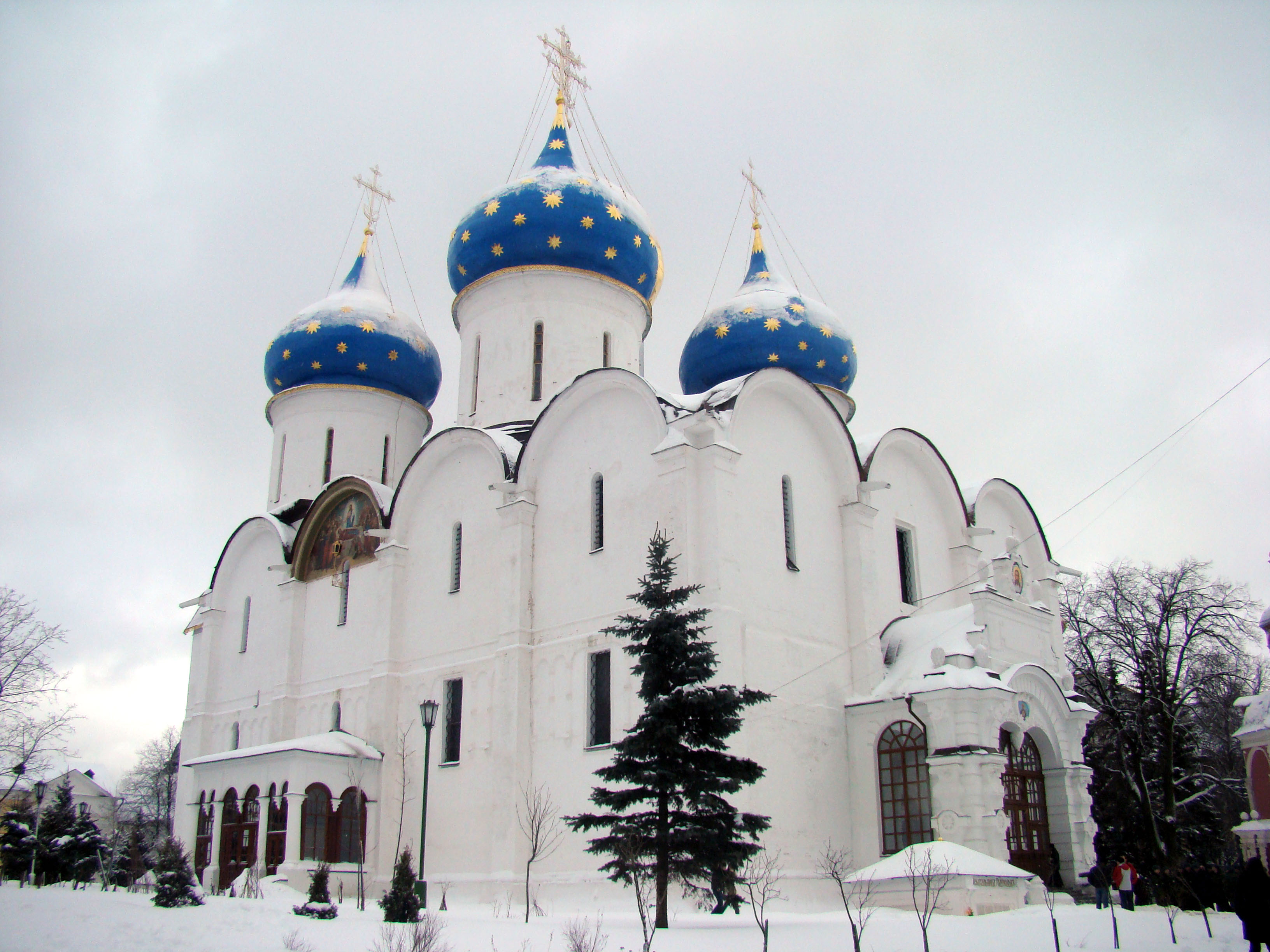
至聖三者聖セルギイ大修道院の生神女就寝大聖堂

20年が過ぎると、ようやくマクシムは解放される。マクシムは最晩年をセルギエフ・ポサードの至聖三者聖セルギイ大修道院で過ごした。この時既に70歳を越えていた。監禁・監視下に置かれるという迫害と、その間も続けられた膨大な量の翻訳はマクシムの健康を害するものであったが、マクシムの精神は衰える事無く、最期まで翻訳事業は続けられた。
1556年1月21日（ユリウス暦）、マクシムは至聖三者聖セルギイ大修道院で永眠した。不朽体は同大修道院内の生神女就寝大聖堂に、装飾された聖櫃に納められて安置されている。

## 著作等の業績と評価
聖マクシム・グレクには膨大な著作・翻訳がある。
翻訳されたものとして、聖詠経・使徒経・三歌経（三歌斎経・五旬経）といった祈祷書、聖金口イオアン・聖大ワシリイ・神学者グリゴリイなどの聖師父の著作、シメオン・メタフラストの聖人伝、聖詠経・使徒経の註解などが挙げられる。
至聖三者論（三位一体論）・藉身（受肉）論を巡る異端への反駁のほか、生神女マリヤを巡る異端の見解への論駁など、異端反駁の著作も数多く遺されている。これらの著作は、16世紀のロシアがかなり思想的に混乱していた事を示しているとされる。
ロシア正教会における、所有派と非所有派の論争においては、聖ニル・ソルスキーとともに非所有派の側に立った。
初期キリスト教時代と同様、当時のロシアに流行していた異端側の書物は正統側に破棄されて残っていない。当時どのような異端が流行していたかを研究するにあたっては、正統側の論駁を元に推測するしか手段がない。そうした中で、マクシム・グレクの著作は異端への論駁を豊富に含んでいるものであり、マクシム・グレクはロシアのキリスト教史においてエイレナイオスに匹敵すると評される事がある。